# Filandre d'Allen
El filandre d'Allen (Philander opossum) és una espècie d'opòssum de les Amèriques. Viu des de Mèxic al nord fins a l'Argentina al sud.